# Tình thân (phim)
Tình thân (tựa gốc: The Descendants) là một bộ phim chính kịch của Mỹ năm 2011 do Alexander Payne đạo diễn. Kịch bản phim do Payne, Nat Faxon và Jim Rash viết, dựa trên tiểu thuyết cùng tên của Kaui Hart Hemmings. Phim có sự tham gia của George Clooney, Shailene Woodley, Amara Miller, Beau Bridges, Judy Greer, Matthew Lillard và Robert Forster. Phim được Fox Searchlight Pictures phát hành ngày 18 tháng 11 năm 2011. sau khi ra mắt tại Liên hoan phim quốc tế Toronto 2011. Tình thân đã giành giải Oscar cho kịch bản chuyển thể xuất sắc nhất, cũng như hai giải Quả cầu vàng cho phim chính kịch hay nhất và nam diễn viên phim chính kịch xuất sắc nhất cho Clooney.